# Yamina Bouchaouante
Yamina Bouchaouante (née le 31 juillet 1980 à Compiègne) est une athlète française, spécialiste du 3 000 m steeple.

## Biographie
Championne de France espoir et recordwoman de France espoir du 3 000 m steeple en 2002, elle remporte les championnats de France « élite » 2005 à Angers. Elle participe aux championnats du monde 2005, à Helsinki, où elle établit le meilleur temps de sa carrière en séries, en 9 min 42 s 18, avant de terminer deux jours plus tard 11e de la finale.

### Palmarès
- Championnats de France d'athlétisme :
  - vainqueur du 3 000 m steeple en 2005

### Records
| Épreuve         | Performance   | Lieu     | Date        |
| --------------- | ------------- | -------- | ----------- |
| 3 000 m steeple | 9 min 42 s 18 | Helsinki | 6 août 2005 |